# Marlins Park
El Marlins Park és un estadi de beisbol de la ciutat de Miami, Florida, Estats Units. És l'estadi dels Miami Marlins, equip professional de beisbol que competeix en la Major League Baseball. El 2014 es va utilitzar per a un partit de futbol per a la copa euroamericana 2014, partit entre el Club Atletico Nacional i l'AS Monaco FC, que es va acabar amb un 2-4 a favor dels monegascos.

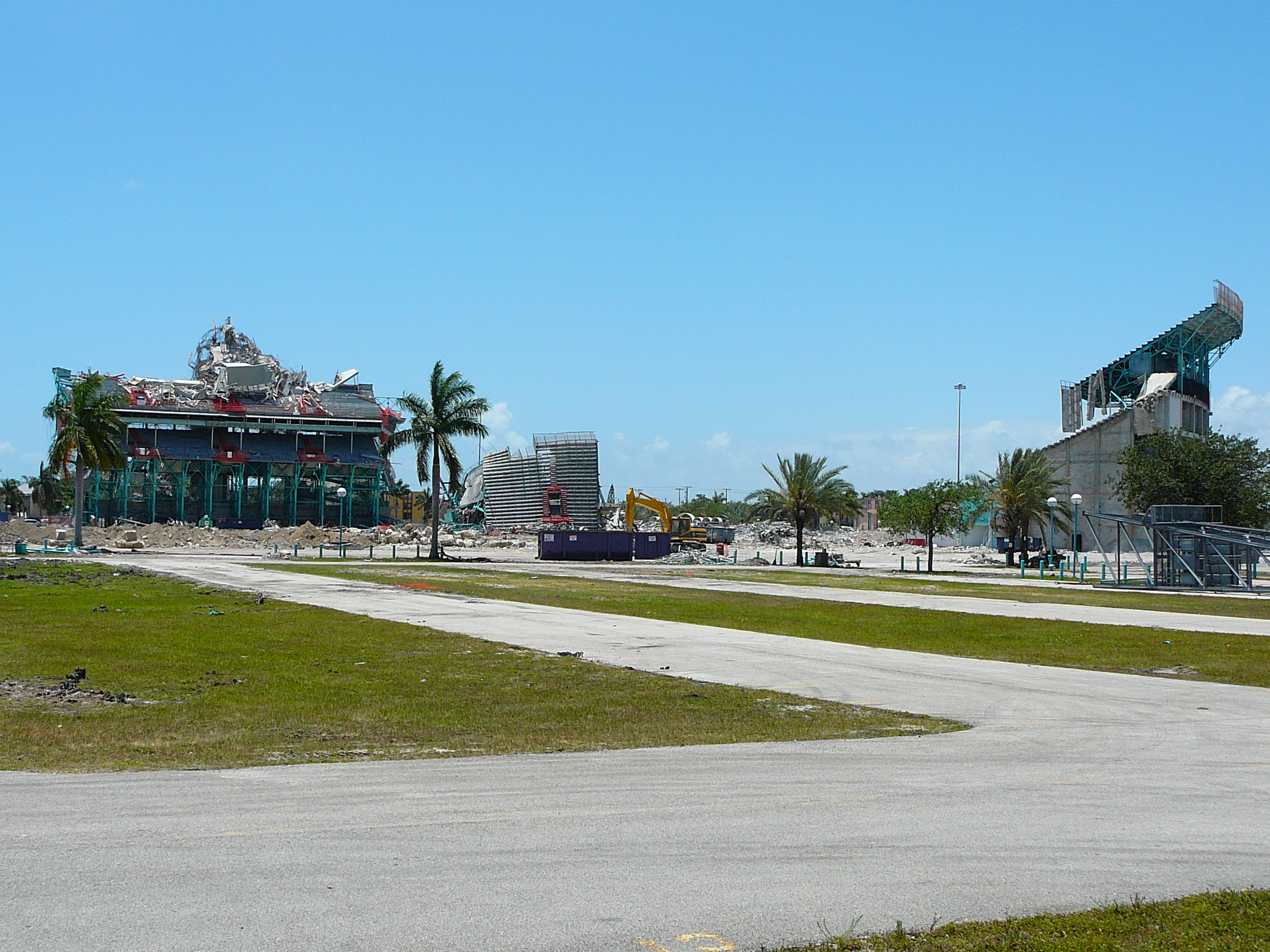
Restes de l'Orange Bowl de Miami, abans de ser destruït completament al maig de 2008.

Fins a l'any 2011, els llavors anomenats 'Florida Marlins' compartien el Sun Life Stadium amb els Miami Dolphins i els Miami Hurricanes. L'estadi es construeix a l'espai deixat pel demolit Orange Bowl. Va ser subseu del clàssic mundial de beisbol del 2013 i del clàssic mundial de beisbol del 2017 i serà seu de la copa de les Amèriques de 2015 a 2017. Va ser la seu del Joc de les Estrelles de 2017, la primera en la història dels Marlins.